# Tadao Kashio
Tadao Kashio (26 de noviembre de 1917 - 4 de marzo de 1993) fue un empresario japonés, célebre por ser el fundador de Casio Computer.

## Biografía
Tadao Kashio nació en 1917 en la localidad de Kueta, distrito de Nagaoka, prefectura de Kōchi (actualmente ciudad de Nankoku). En 1923 su familia se mudó a Tokio, donde comenzó como tornero y pasó a la fabricación de máquinas y herramientas. Durante ese tiempo, también se matriculó en la Escuela Técnica de Waseda (actualmente Universidad de Waseda).
En 1946 fundó Kashio Seisakusho en la ciudad de Mitaka (Tokio). Su hermano menor, Toshio, dejó su trabajo en el Ministerio de Comunicaciones para incorporarse a la recién fundada empresa. La pipa de anillo yubiwa para ayudar a fumar de Toshio se convirtió en un éxito y, con las ganancias obtenidas de su venta comenzaron a desarrollar una calculadora eléctrica. Con la participación de los hermanos menores de Toshio, Kazuo y Yukio, la pusieron a la venta en 1957. En ese mismo año se fundó Casio Computer Co., Ltd., cuyo primer presidente fue Shigeru Kashio (1898-1986), el padre de los cuatro hermanos. Tadao se convirtió en presidente en mayo de 1960.
Aunque Casio Computer estaba atrasada en la introducción de calculadoras electrónicas, se recuperó y amplió sus canales de ventas fuera de Japón a finales de los años 1960. En 1972 lanzó Casio Mini, la primera calculadora personal del mundo, a un precio de alrededor de 10.000 yenes, lo que fue revolucionario en ese momento y se convirtió en un gran éxito, solidificando su posición como fabricante de calculadoras. Casio Computer continuó lanzando productos como G-Shock, Casiotone, Casio Tron y Pella.
Tadao Kashio pasó a ser consultor de la empresa en 1988. Su biografía, que describe su vida diaria con sus hermanos, fue publicada por entregas en el célebre periódico financiero Nihon Keizai Shimbun (Nikkei) y luego publicado como un libro con el título "Mis hermanos están allí".
Tadao Kashio falleció el 4 de marzo de 1993.